# Asociación GSM
La Asociación GSM (abreviadamente GSMA) es una organización de operadores móviles y compañías relacionadas, dedicada al apoyo de la normalización, la implementación y promoción del sistema de telefonía móvil GSM.
Afirma que tiene como miembros aproximadamente 750 operadores de telefonía móvil y más de 400 empresas relacionadas.
Su historia se remonta a la declaración original UE GSM de 1982, pero fue creada formalmente como el MdE (Memorando de Entendimiento) de la Asociación GSM" en 1995.
Telecoms.com lo llamó "una de las asociaciones comerciales más poderosas del mundo, que presiona a los gobiernos en todo, desde la política fiscal a la estrategia de precios".